# Поклон кораблям Великой Победы
«Поклон кораблям Великой Победы» — российская подводная экспедиция, совместный проект Русского географического общества и ПАО «Транснефть». Основными задачами проекта является установление точных координат гибели экипажей кораблей и подводных лодок погибших в Первой мировой и Великой Отечественной войнах. Руководитель экспедиции — председатель НП «Разведывательно-водолазная команда» Константин Робертович Богданов.

## Деятельность
Проект возник в 2005 году, начавшись с поисково-водолазных работ на Чёрном море. В 2007 году командой были обнаружены несколько затонувших катеров типа «Малый охотник» (МО), удалось идентифицировать один из них под номером СКА-098 из 8-го дивизиона сторожевых катеров Потийской военно-морской базы. В 2009 году состоялась первая совместная российско-болгарская экспедиция к затонувшей подводной лодке Л-24, получившая международный статус. Научным консультантом экспедиции является историк М. Э. Морозов. С 2012 года команда ведёт активную деятельность в Балтийском море, а со следующего года — в Финском заливе, участвуя в совместных российско-финских экспедициях в территориальных водах Финляндии и Эстонии.
Председателем координационной комиссии экспедиции является директор ФСБ, депутат Госдумы РФ генерал армии Н. Д. Ковалёв.
В 2020 году экспедиция «Поклон кораблям Великой Победы: Бессмертный дивизион» стала победителем конкурса и обладателем Президентского Гранта в размере 4 млн рублей. Цель команды проекта — обнаружить все советские подводные лодки, погибшие на Балтике в годы Второй мировой войны.
Во время Первой мировой войны было потеряно 32 боевых корабля, во время Великой Отечественной войны погибло более 5000 судов, из которых около 1500 на Чёрном море.
В течение 15 лет было установлено местонахождение и идентифицировано 16 подводных лодок. В результате кропотливой работы была составлена подробная карта погибших подводных лодок в Финском заливе.
В 2021 году были обнаружены десять судов, погибших на минных заграждениях при эвакуации из Таллина — пять в российской части Финского залива и столько же в территориальных водах Эстонии. В ходе Таллинского прорыва погибли десятки кораблей и судов, около 15 тысяч человек. Большинство людских потерь (около 7 тысяч) пришлось на транспортные суда «Балхаш», «Эверита», «Найсаар» и штабное судно «Вирония»
Кроме этого, сотрудники организации «Поклон кораблям Великой Победы» участвовали в совместном проекте по идентификации потопленного в 1944 году советскими штурмовиками Ил-2 немецкого сторожевого корабля V-1802 в районе Куршской косы, совместно с РГО и Управлением поисковых и аварийно-спасательных работ Балтийского флота (УПАСР).

## Список обнаруженных судов
| Название                               | Тип судна                                                      | Изображение | Дата гибели | Дата идентификации | Местоположение                                                                             | Причина гибели                                                           | Экипаж | Глубина затопления |
| -------------------------------------- | -------------------------------------------------------------- | ----------- | ----------- | ------------------ | ------------------------------------------------------------------------------------------ | ------------------------------------------------------------------------ | --- | ------------------ |
| Малый охотник СКА-098                  | Охотник за подводными лодками                                  |             | 1943 год    | 2007 год           | мыс Мысхако, район Цемесская бухта                                                         | подрыв на мине                                                           | 22 (16 спасено) | 50 метров          |
| П-1 «Правда»                           | Подводные лодки типа «Правда»                                  |             | 1941 год    | 2012 год           | к югу от финского маяка Каллбодагрунд, на северном краю минного заграждения «Юминда».      | подрыв на мине                                                           | 54 | 75 метров          |
| Л-2                                    | Подводные лодки типа «Ленинец»                                 |             | 1941 год    | 2012 год           | Финский залив севернее мыса Юминда                                                         | подрыв на мине                                                           | 54 | 87 метров          |
| С-5                                    | Подводные лодки типа «Средняя»                                 |             | 1941 год    | 2012 год           | в 3,5 милях к югу от места гибели «П-1».                                                   | подрыв на мине                                                           | погибли 33 члена экипажа и не менее 7 человек из эвакуировавшихся офицеров штаба 1-й Бригады ПЛ, спасено 14 человек | 82 метра           |
| С-9                                    | Подводные лодки типа «Средняя»                                 |             | 1943 год    | 2013 год           | Финский залив, минное заграждение «Зееигель»                                               | подрыв на мине                                                           | 45 | 56 метров          |
| «Лефорт»                               | Линейный корабль (парусный)                                    |             | 1857 год    | 2013 год           | Финский залив, в 5 милях севернее острова Большой Тютерс                                   | потеря остойчивости                                                      | 843 | 70 метров          |
| «Проводник»                            | тральщик, тип «Минреп»                                         |             | 1914 год    | 2014 год           | Финский залив                                                                              | подрыв на мине                                                           | 30 (19 спасены) | 70 метров          |
| «Взрыв»                                | тральщик, тип «Минреп»                                         |             | 1916 год    | 2014 год           | Финский залив                                                                              | подрыв на мине                                                           | 38 (18 спасены) | 70 метров          |
| «Т-18»                                 | Миноносцы типа 1937                                            |             | 1944 год    | 2014 год           | Финский залив, эстонские территориальные воды                                              | бомбы с советского Douglas A-20 Havoc                                    | 119 (97 спасено) | 96 метров          |
| «Акула»                                | Подводная лодка                                                |             | 1915 год    | 2014 год           | Финский залив, около острова Хийумаа                                                       | подрыв на мине                                                           | 35 | 35 метров          |
| «Паллада»                              | Броненосный крейсер                                            |             | 1914 год    | 2014 год           | Финский залив, около полуострова Ханко                                                     | торпедирование немецкой подлодкой U-26                                   | 598 | 60 метров          |
| МКТ Т-387                              | Морской катер-тральщик, серия МТ2                              |             | 1944 год    | 2014 год           | Финский залив у полуострова Пакри                                                          | торпедирован немецкой подлодкой U-481                                    | 21 (8 спасено) | 62 метра           |
| Транспорт «Вайндло»                    | бывший эстонский грузопассажирский пароход Vestkusten          |             | 1941 год    | 2014 год           | Финский залив, юго-восточнее острова Гогланд                                               | бомбардировка немецкой авиации                                           | | 67 метров          |
| «Буря»                                 | Сторожевые корабли типа «Ураган»                               |             | 1942 год    | 2015 год           | Финский залив, район острова Большой Тютерс                                                | подрыв на мине                                                           | на кораблях «Буря» и «Фугас» погибло 104 человека                                                                   |                    |
| «Фугас»                                | Базовые тральщики типа «Фугас»                                 |             | 1942 год    | 2015 год           | Финский залив, район острова Большой Тютерс                                                | подрыв на мине                                                           | на кораблях «Буря» и «Фугас» погибло 104 человека                                                                   |                    |
| М-95                                   | Подводные лодки типа «Малютка»                                 |             | 1942 год    | 2015 год           | Финский залив у о. Гогланд, финское минное заграждение «Рукаярви».                         | подрыв на мине                                                           | 20 | 65 метров          |
| Щ-324                                  | Подводные лодки типа «Щука»                                    |             | 1941 год    | 2015 год           | Финский залив, немецкое минное заграждение «Апольда».                                      | подрыв на мине                                                           | 41 | 55 метров          |
| Щ-306                                  | Подводные лодки типа «Щука»                                    |             | 1942 год    | 2015 год           | район Наргенской минной позиции.                                                           | подрыв на мине                                                           | 39 | 75 метров          |
| Щ-408                                  | Подводные лодки типа «Щука»                                    |             | 1941 год    | 2016 год           | Финский залив у острова Вайндло.                                                           | артиллерийский обстрел                                                   | 41 | 72 метров          |
| Щ-320                                  | Подводные лодки типа «Щука»                                    |             | 1942 год    | 2017 год           | Финский залив у острова Большой Тютерс, минное заграждение «Зееигель»                      | подрыв на мине                                                           | 40 | 49 метров          |
| Щ-406                                  | Подводные лодки типа «Щука»                                    |             | 1943 год    | 2017 год           | Финский залив, между о. Гогланд и Большой Тютерс, минное заграждение «Зееигель»            | подрыв на мине                                                           | 40 | 60 метров          |
| Щ-317                                  | Подводные лодки типа «Щука»                                    |             | 1942 год    | 2018 год           | Финский залив, около о. Большой Тютерс, минное заграждение «Зееигель»                      | подрыв на мине                                                           | 40 | 78 метров          |
| С-12                                   | Подводные лодки типа «Средняя»                                 |             | 1943 год    | 2018 год           | Финский залив у о. Найссаар, минное заграждение «Насхорн 2а»                               | подрыв на мине                                                           | 39 | 87 метров          |
| Щ-405                                  | Подводные лодки типа «Щука»                                    |             | 1942 год    | 2018 год           | Финский залив у острова Сескар, минное заграждение «Брумбар-1»                             | подрыв на мине                                                           | 39 | 48 метров          |
| Щ-308                                  | Подводные лодки типа «Щука»                                    |             | 1942 год    | 2018 год           | Финский залив, южнее о. Большой Тютерс, минное заграждение «Зееигель»                      | подрыв на мине                                                           | 40 | 50 метров          |
| «Прямислав» («Калинин»)                | Эскадренные миноносцы типа «Изяслав»                           |             | 1941 год    | 2018 год           | Финский залив в районе минного заграждения «Юминда»                                        | подрыв на мине, там же подорвались и погибли эсминцы Артём и Володарский | 168 (160 спасено), с «Артёма» и «Володарского» спасено всего 71 человек                                             | 86 метров          |
| «Новик» («Яков Свердлов»)              | Эскадренные миноносцы типа «Новик»                             |             | 1941 год    | 2018 год           | Финский залив в районе минного заграждения «Юминда»                                        | подрыв на мине                                                           | 168 (54 спасено) | 76 метров          |
| Щ-302                                  | Подводные лодки типа «Щука»                                    |             | 1942 год    | 2019 год           | Финский залив у острова Большой Тютерс, минное заграждение «Зееигель-22»                   | подрыв на мине                                                           | 37 | 67 метров          |
| два корабля 12-й немецкой UJ-Flottille | Охотник за подводными лодками: UJ1211 (Rau X), UJ1204 (Böhmen) |             | 1941 год    | 2020 год           | Финский залив, между островами Гогланд и Малый Тютерс, советское минное заграждение «19-А» | подрыв на мине                                                           | на UJ1211 погибли 22 человека, на UJ1204 — 45 моряков.                                                              | 70 метров          |
| корабль 12-й немецкой UJ-Flottille     | Охотник за подводными лодками: UJ1205                          |             | 1942 год    | 2020 год           | Финский залив                                                                              | столкновение с немецким тральщиком М-29                                  | 2 погибших | 60 метров          |
| корабль 12-й немецкой UJ-Flottille     | Охотник за подводными лодками: UJ1216 (Star XXI)               |             | 1942 год    | 2020 год           | Финский залив                                                                              | торпедирован советским катером Д-3                                       | погибло 39 моряков                                                                                                  | 55 метров          |
| М-96                                   | Подводные лодки типа «Малютка»                                 |             | 1944 год    | 2021 год           | Финский залив, район Нарвского залива                                                      | подрыв на мине                                                           | 22 | 42 метра           |
| «Циклон»                               | Сторожевые корабли типа «Ураган»                               |             | 1941 год    | 2021 год           | Финский залив, район мыса Юминда                                                           | подрыв на мине при спасении транспорта «Эверита»                         | экипаж погиб почти в полном составе                                                                                 | 97 метров          |
| «Кришьянис Валдемарс»                  | латвийский ледокол                                             |             | 1941 год    | 2021 год           | Финский залив, район мыса Юминда                                                           | подрыв на мине при спасении подорвавшегося санитарного транспорта «Элла» | погибли большая часть экипажа и пассажиров корабля                                                                  | 90 метров          |
| «Найссаар»                             | эстонский пароход                                              |             | 1941 год    | 2021 год           | Финский залив, район мыса Юминда                                                           | подрыв на мине                                                           | перевозил около 1500 человек, погибли большая часть экипажа и пассажиров                                            | более 80 метров    |
| «Эверита»                              | эстонский пароход                                              |             | 1941 год    | 2021 год           | Финский залив, район мыса Юминда                                                           | подрыв на мине                                                           | перевозил около 1500 человек                                                                                        | 106 метров         |
| «Балхаш»                               | эстонский пароход                                              |             | 1941 год    | 2021 год           | Финский залив, район мыса Юминда                                                           | подрыв на мине                                                           | из 3900 человек (гарнизон города Палдиски) спасено 86                                                               | 96 метров          |
| «Атис Кронвальдс»                      | латвийский пароход                                             |             | 1941 год    | 2021 год           | Финский залив, юго-западнее острова Мощный                                                 | бомбардировка немецкой авиацией                                          | из 800 человек спасено около 40                                                                                     | 40-50 метров       |
| «Ярвамаа»                              | эстонский пароход                                              |             | 1941 год    | 2021 год           | Финский залив, юго-западнее острова Мощный                                                 | бомбардировка немецкой авиацией                                          | из 800 человек спасено около 500                                                                                    | 40-50 метров       |
| «Алев»                                 | эстонский пароход                                              |             | 1941 год    | 2021 год           | Финский залив, юго-западнее острова Мощный                                                 | бомбардировка немецкой авиацией                                          | 690 человек, не считая спасённых с корабля «Вирония». Погиб полным составом.                                        | 40-50 метров       |
| «Калпакс»                              | латвийский пароход                                             |             | 1941 год    | 2021 год           | Финский залив, юго-западнее острова Мощный                                                 | бомбардировка немецкой авиацией                                          | 1000 человек, не считая спасённых с других судов. Спасено около 70 человек.                                         | 40-50 метров       |
| «De Ruyter»                            | голландский пароход                                            |             | 1906 год    | 2021 год           | Финский залив, рядом с островом Гогланд                                                    | предположительно навигационная ошибка                                    | экипаж эвакуирован                                                                                                  | 61 метр            |
| «West»                                 | плавучая батарея                                               |             | 1943 год    | 2023 год           | Финский залив у острова Большой Тютерс                                                     | бомбардировка гидросамолётом МБР-2                                       | погибли 21 человек из экипажа                                                                                       | 44 метра           |
| Малый охотник МО-208                   | Охотник за подводными лодками                                  |             | 1942 год    | 2025 год           | Финский залив, к востоку от острова Сескар                                                 | подрыв на мине                                                           | 21 | 32 метра           |